# Cold Mountain
Cold Mountain est le seul opéra, en deux actes, de la compositrice américaine Jennifer Higdon sur un livret de Gene Scheer (en) écrit en 2015.

## Contexte et création
Jennifer Higdon compose son opéra sur le livret de Gene Scheer (en) adapté du roman de Charles Frazier, qui a déjà été adapté en film en 2003 par Anthony Minghella. Gene Scheer signe ici un livret minimaliste. Il s'agit d'une commande conjointe du Philadelphia Opera et du Minnesota Opera (en). L'opéra est créé le 1er août 2015 à Santa Fe. Il a été dirigé par Miguel Harth-Bedoya (en), dans une mise en scène de Robert Brill et des costumes de David C. Woolard.

## Distribution des rôles
| Rôle                           | Voix          | Distribution lors de la création, 1er août 2015 Chef : Miguel Harth-Bedoya (en) |
| ------------------------------ | ------------- | ------------------------------------------------------------------------------- |
| Inman                          | baryton       | Nathan Gunn                                                                     |
| Ada                            | soprano       | Isabel Leonard                                                                  |
| Ruby                           | mezzo-soprano | Emily Fons                                                                      |
| Teague                         | ténor         | Jay Hunter Morris                                                               |
| Stobrod/Blindman               | basse         | Kevin Burdette                                                                  |
| Veasey                         | ténor         | Roger Honeywell                                                                 |
| Owens/Ethan/Chain Gang Guard   | baryton       | Robert Pomakov                                                                  |
| Monroe/Pangle/Chain Gang Guard | baryton       | Anthony Michael-Moore                                                           |
| Lila                           | soprano       | Bridgett Gan                                                                    |
| Katie (une des trois sœurs)    | soprano       | Heather Phillips                                                                |
| Olivia (une des trois sœurs)   | mezzo-soprano | Shabnam Kalbasi                                                                 |
| Clarie (une des trois sœurs)   | mezzo-soprano | Megan Marino                                                                    |
| Sara                           | soprano       | Chelsea Basler                                                                  |
| Lucinda (esclave en fuite)     | mezzo-soprano | Deborah Nansteel                                                                |
| Junior/Charlie                 | ténor         | Daniel Bates                                                                    |
| Reid/Chain Gang Guard          | ténor         | Roy Hage                                                                        |
| Thomas                         | basse         | Tyler Putnam                                                                    |
| Chœur d'hommes                 |               |                                                                                 |

## Argument
Le soldat W. P. Inman travèrse les Monts Great Smoky en Caroline du Nord après avoir déserté l'armée des Confédérés pour rejoindre Ada Monroe, fille d'un pasteur qu'il a rencontré avant la guerre. Élevée à Charleston, Ada est l'assistante de son père, mais à sa mort, elle vit seule et dans la précarité. Teague, chef de la circonscription militaire a des vues sur elle. Ada est rejointe à la ferme par Ruby, qui l'aide. Alors qu'Inman et Ada se retrouve à la fin de la guerre, ils font face à un monde radicalement nouveau.

## Analyse
L'un des thèmes forts de cet opéra est la volonté et la force de résilience des femmes à survivre qui s'oppose aux échecs des hommes (à l'exception d'Inman), ce qui en fait un leitmotiv de l'opéra.